# Bistonis
El Bistonis (en llatí Bistonis, en grec antic Βιστονὶς λίμνη) era un llac de Tràcia al país dels bistons (o bistonis) dels que va prendre el nom, segons diuen Estrabó i Claudi Ptolemeu.
El llac tenia pesca abundant, i era d'aigua salobre. L'emperador Arcadi va donar la quarta part del producte del llac al Monestir de Vatopedi al Mont Atos. El riu Cossinites desaiguava al llac, i en algun moment el va omplir tant que el llac es va desbordar i va inundar les regions veïnes de Tràcia.